# Харпун (хијероглиф)
Харпун је у староегипатском писму један од најстаријих хијероглифа.
Коришћен је на чувеној Нармеровој палети, египатског фараона Нармера из 31. века п. н. е.
Значење овог знака је „1“ (појединачан).
На камену из Розете, који потиче из 198. године п. н. е. харпун је коришћен само једном и то у линији 8.